# Provincia de Melipilla
La Provincia de Melipilla es una provincia de Chile ubicada en el extremo occidental de la Región Metropolitana de Santiago, tiene una superficie de 4065,7 km²  y en 2025 posee 225 730 habitantes (basado en censo 2017 con una población de 185 966 habitantes). Su capital provincial es la ciudad de Melipilla. Es considerada históricamente la cuna del caballo de raza chilena.

## Economía
En 2018, la cantidad de empresas registradas en la provincia de Melipilla fue de 4.163. El Índice de Complejidad Económica (ECI) en el mismo año fue de -0,11, mientras que las actividades económicas con mayor índice de Ventaja Comparativa Revelada (RCA) fueron Elaboración de Quesos (120,55), Venta al por Mayor de Animales Vivos (73,64) y Cría de Aves de Corral para Producción de Carne (65,84).

## División administrativa
La provincia está constituida por cinco comunas, Alhué, Curacaví, María Pinto, Melipilla (capital provincial) y San Pedro, que ocupan en total una superficie territorial equivalente al 26% del territorio de toda la Región Metropolitana de Santiago (RMS):  
| Comuna      | Población (censo 2017) | Población (Proyección 2025) | Superficie (km²) | Capital comunal |
| ----------- | ---------------------- | --------------------------- | ---------------- | --------------- |
| Melipilla   | 123.627                | 150.466                     | 1.344,8          | Melipilla       |
| Alhué       | 6.444                  | 7.954                       | 845,2            | Villa Alhué     |
| Curacaví    | 32.579                 | 38.803                      | 693,2            | Curacaví        |
| María Pinto | 13.590                 | 15.838                      | 395,0            | María Pinto     |
| San Pedro   | 9.726                  | 12.669                      | 787,5            | San Pedro       |

## Autoridades
Las autoridades son nombradas directamente por el Presidente de la República y se mantienen en su cargo mientras cuenten con su confianza.

### Gobernador Provincial (1985-2021)

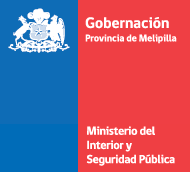
Logotipo de la Gobernación de la Provincia de Melipilla hasta 2021.

Los siguientes fueron los gobernadores provinciales de Melipilla.
| Gobernador(a)                        | Partido | Partido | Inicio                  | Final                            | Presidente(a) | Presidente(a)           |
| ------------------------------------ | ------- | ------- | ----------------------- | -------------------------------- | ------------- | ----------------------- |
| Alejandro González Samohod           |         | Militar | marzo de 1985           | 11 de marzo de 1990 Minuta</ref> |               | Augusto Pinochet        |
| Pedro Aguirre Charlín                |         | PRSD    | 11 de marzo de 1990     | 1991                             |               | Patricio Aylwin         |
| Jaime Jiménez Villavicencio          |         | PDC     | 1991                    | 11 de marzo de 1994              |               | Patricio Aylwin         |
| Denise Pascal Allende                |         | PS      | 11 de marzo de 1994     | 11 de marzo de 2000              |               | Eduardo Frei Ruíz-Tagle |
| Pedro de Quirós Huerta de la Barrera |         | PDC     | 11 de marzo de 2000     | 29 de diciembre de 2000          |               | Ricardo Lagos           |
| Roberto Teplisky Barahona            |         | PRSD    | 29 de diciembre de 2000 | 11 de marzo de 2006              |               | Ricardo Lagos           |
| Jorge Leiva Ulloa                    |         | PDC     | 11 de marzo de 2006     | 22 de enero de 2007              |               | Michelle Bachelet       |
| Mario Gebauer Bringas                |         | PPD     | 22 de enero de 2007     | 24 de julio de 2008              |               | Michelle Bachelet       |
| Ariel Rolando Medina Poloniolli      |         | PPD     | 14 de agosto de 2008    | 22 de enero de 2009              |               | Michelle Bachelet       |
| Francisco Javier Gómez Ramírez       |         | PS      | 23 de enero de 2009     | 11 de marzo de 2010              |               | Michelle Bachelet       |
| Paula Gárate Rojas                   |         | UDI     | 11 de marzo de 2010     | 12 de julio de 2012              |               | Sebastián Piñera        |
| Adelaida Mendoza Serrano             |         | UDI     | 12 de julio de 2012     | 11 de marzo de 2014              |               | Sebastián Piñera        |
| Cristina Soto Messina                |         | PPD     | 11 de marzo de 2014     | 11 de marzo de 2018              |               | Michelle Bachelet       |
| Javier Ramírez González              |         | UDI     | 11 de marzo de 2018     | 14 de julio de 2021              |               | Sebastián Piñera        |

### Delegado Presidencial Provincial (Desde 2021)

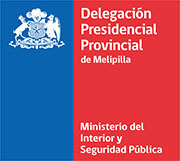
Logotipo de la Delegación Presidencial Provincial de Melipilla desde 2021.

Nuevo cargo que reemplaza la figura de Gobernador provincial.
| Delegado(a)                 | Partido | Partido | Inicio                 | Final                  | Presidente(a) | Presidente(a)    |
| --------------------------- | ------- | ------- | ---------------------- | ---------------------- | ------------- | ---------------- |
| Javier Ramírez González     |         | UDI     | 14 de julio de 2021    | 11 de marzo de 2022    |               | Sebastián Piñera |
| Sandra Saavedra Löwenberger |         | PCCh    | 11 de marzo de 2022    | 9 de diciembre de 2024 |               | Gabriel Boric    |
| Bastián Alarcón Atenas      |         | Ind.    | 9 de diciembre de 2024 | En el cargo            |               | Gabriel Boric    |